# Шелепиха
Шелепи́ха — бывшая деревня к западу от Москвы, располагавшаяся на левом берегу реки Москвы, а ныне микрорайон Пресненского района Центрального округа столицы. Исторический район граничил с Тестовским посёлком на северо-востоке и с Пресней на востоке. Примерными границами являются Москва-река на западе и юге, Третье транспортное кольцо на востоке, улица Шеногина и Звенигородское шоссе на севере. Занимает западную часть Пресненского района, южную часть Хорошёвского района и юго-восточную часть района Хорошёво-Мнёвники.
На противоположном берегу реки Москвы находится исторический район Фили.

## История
По некоторым данным о местности, где располагается Шелепиха, было известно ещё в XV веке. Согласно сохранившимся письменным источникам конца XIV – начала XV веков, именно здесь находилась деревушка Афанасово, являвшаяся частью владений двоюродного брата князя Дмитрия Донского – князя Серпуховского Владимира Андреевича Храброго. После смерти Владимира Андреевича в 1410 году эти земли переходят к его родному сыну Семёну Владимировичу, а затем в конце 1420-х годов вдова Владимира Андреевича, Елена Ольгердовна, передаёт эти земли митрополиту Фотию. Следующим владельцем нынешней местности Шелепиха становится Новинский Введенский монастырь, после чего местность начинает активно осваиваться: земли сдают в аренду, строят различные хозяйственные постройки и заселяют крестьянами.
В Смутное времени начала XVII века здесь проходили ожесточённые боевые действия, приведшие к полному запустению здешних окрестностей.
В Писцовой книге, датированной 1623 годом, указано, что из владений Новинского Введенского монастыря впоследствии осталась лишь одна деревня Ананьино, земли вокруг которой превратились в полную и беспросветную пустошь. Интересно, что в этом же документе впервые находится упоминание о «пустоши Шелепишка, что была деревней Афанасовской, на реке Москве». В оброчной книге 1729 года сохранилась запись о сдаче в наём земли «на Черной грязи от реки Шелепихи на берегу Москвы-реки против села Покровского, Фили тож». То есть пустошь, скорее всего, получила название от протекавшей здесь речушки Шелепиха (предполагается, что ныне существующий Ермаковский ручей, полностью заключённый в коллектор, и есть та самая речка Шелепиха). В пользу этого говорит то, что в древней топонимике русских земель в лесном или лесостепном ландшафте топоним следовал гидрониму, что позволяло легко определить положение создаваемых объектов. Если говорить непосредственно о происхождении названия “Шелепиха”, то упомянутая выше “Шелепишка” – это, вероятно, характерная для русской лексики видоизменённое в уменьшительно-ласкательной форме изначальное “Шелепиша”, в которой имеется характерная фино-угорская гидронимика (согласно археологическим раскопкам, задолго до основания Москвы здесь имелись развитые поселения дьяковской культуры, носителями которой были фино-угры, следы этой культуры находили, например, и на Филях). И этимология этого фино-угорского гидронима может быть следующая: “шел” – вяз, “пиш” – липа, то есть, получается, вязо-липовая река или река, протекающая среди вязов и лип (например, в вязо-липовом лесу), что должно было указывать на характерную особенность ландшафта поймы реки. А “Шелепиха” – это, выходит, более поздняя форма изначального “Шелепиша”. Согласно исследованиям в области топонимии и антропонимии, в XVII веке писцы меняли окончание на "-иха" в названиях тех объектов деревенского хозяйства, которые приходили в запустение и становились пустошью. Этот вывод вполне объясняет трансформацию "Шелепиша" в "Шелепиху".
В 1812 году занявшие Москву французские войска полностью сожгли село, через которое они шли, когда Наполеон перебирался из Кремля в Петровский дворец (туда французский император отправился в обход, через Дорогомилово, Шелепиху в Ваганького, так как Тверская была объята пламенем). Но это не помешало дальнейшему промышленному развитию местности, и уже к середине XIX века в районе деревни Шелепихи работали ткацкая мануфактура, а также два химических предприятия, на которых работало больше сотни человек.
Согласно изданию “Волости и важнейшие селения европейской России”, на момент 1886 года на Шелепихе, которая административно относилась к Московскому уезду и Хорошёвской волости, жило 348 человек, было 72 двора, пять лавок, два химических завода, платочно-набивная, политурная и суконная фабрики.
Описание Шелепихи было в справочной книге “Окрестности Москвы” 1902 года издания: «Деревня Шелепиха расположена на берегу Москвы-реки, в двух верстах справа (к северу) от Можайского шоссе, в пяти верстах от Петербургского и в одной версте от Звенигородского тракта. Деревня очень бойкая, но лежит на открытом месте, поэтому представляет мало удобств для дачного поселения. В двух верстах от неё – мост через Москву-реку, по которому проходит Брестская железная дорога; в деревне есть фабрики и сахарный завод, производящий ежегодно на крупную сумму. На берегу устроен перевоз (паром) на противоположную сторону реки Москвы, прямо к селу Покровское-Фили. В Шелепихе – выездной врачебный пункт».
21 января 1927 года постановлением Президиума Моссовета деревня Шелепиха с окрестностями окончательно входит в границы города Москвы и становится промышленным районом столицы. К этому времени здесь проживало 712 человек. Позже на Шелепихе были построены здания школ.

## Улицы
- Шмитовский проезд
- Шелепихинская набережная
- Шелепихинское шоссе
- Мукомольный проезд
- Причальный проезд
- Улица Шеногина

- Шелепихинский тупик
- Улица Ермакова Роща
- Силикатные проезды
- Магистральные улицы

## Транспорт
Шелепиха является микрорайоном с одной из лучшей транспортной доступностью в Москве и развитой транспортной инфраструктурой.

### Наземный городской общественный транспорт
Через Шелепиху проходят следующие автобусные маршруты:
- Т54: Белорусский вокзал - Метро "Филёвский парк"
- С344: метро "Охотный ряд" - Силикатный завод
- С369: Метро "Маяковская" - Парк "Фили"
- 69: Метро Краснопресненская" - Парк "Фили"
- 366: Белорусский вокзал - Улица Герасима Курина
- 152: Метро Краснопресненская" - Филёвский бульвар
- 155: Метро "Филёвский парк" - Проспект Маршала Жукова
- 294: Силикатный завод - МФЦ Хорошёво-Мнёвники
- 27: Силикатный завод - Белорусский вокзал

### Метро и МЦК
- Станция метро «Шелепиха»
- Станция МЦК «Шелепиха»
- Также в шаговой доступности от района через сквозной пешеходный переход на остановочном пункте «Москва-Сити» МЦД-4:
  - Станция метро «Москва-Сити»
  - Станция МЦК «Москва-Сити»

### Железнодорожный транспорт
- Остановочный пункт «Тестовская (Москва-Сити)» Смоленского направления МЖД (МЦД-1)
- Остановочный пункт «Москва-Сити» МЦД-4

### Перспективы
- Новые автобусные маршруты после завершения реконструкции Шелепихинской набережной и соединения её с Краснопресненской и Карамышевской набережными (начало 2024 года).
- Станция метро «Звенигородская» (2025 год).
- Три остановки речного транспорта на Шелепихинской набережной: Мелькомбинат, ЖК "Сердце столицы", ЖК "Сидней Сити" (2024 год).

## Шелепихинская набережная
Летом 2016 года было мэрией Москвы было озвучено о планах реконструкции Шелепихинской набережной. Летом 2021 года был утверждён проект, согласно которому предусматривалась реконструкция существующей проезжей части и строительство новой, а также благоустройство прогулочной зоны набережной.